# يعقوب بن الحصين البارقي
يعقوب بن الحصين البارقي الأزدي (15 ق هـ - 50 هـ / 607م - 670م): صحابي، وفد علي النبي ﷺ في حجة الوداع، ورآه يصلي في الكعبة، وفي ذلك قال: «كَأَنِّي أَنْظُرُ إِلَى خَدَّيْ رَسُولِ اللَّهِ ﷺ اللهُ عَلَيْهِ وَسَلَّمَ فِي الصَّلَاةِ وَهُوَ يُسَلِّمُ عَنْ يَمِينِهِ وَعَنْ شِمَالِهِ يَجْهَرُ بِالسَّلَامِ».
شهد هو وقومه فتوح العراق، فنزل الكوفة، ويحدث عنه التابعي الكبير مجاهد بن جبر. وليعقوب في الكوفة عقب، اشتهر منهم: التابعي عمران بن يعقوب البارقي، يحدث عنه التابعي المشهور سليمان بن مهران الأعمش.

## النسب
- هو: يعقوب بن الحصين البارقي ينتهي نسبه إلى بارق بن حارثة بن عمرو مزيقياء، ومزيقياء من ملوك العرب في الجاهلية البعيدة.[7]ويقال أن يعقوب كان يدين باليهودية في الجاهلية.[8]
- أخيه: المستظل بن الحصين البارقي (40 ق هـ - 50 هـ): صحابي، مخضرم، عاش نصف عمره في الجاهلية ونصفه في الإسلام، وهو من المخضرمين المائة.[9] شهد قتال أهل الردة في اليمن مع جرير بن عبد الله،[10] وكان مقرباً من عمر بن الخطاب، ومقدماً في مجلس الخليفة، حتى كان أحد ثلاثة في مجلسه يحكون خطبة عمر لأبنة علي بن أبي طالب، وروى عن عمر أربعة أحاديث.[11][12][13][14] شهد فتوح العراق في خلافة عمر بن الخطاب، وسكن الكوفة، وكان له سن عالية وشرف في قومه.[8]وكان مع علي بن أبي طالب في حروبه، وروى خطبته يوم صفين،[15]وهو من أصفياء علي بن أبي طالب وحدث عنه أربعة أحاديث.[16][17]
- ابنه: عمران بن يعقوب بن الحصين البارقي (35 هـ - 123 هـ): من رواة الحديث، وثقة ابن حبان والذهبي.[18][19] شيخ كوفي، يروي عن الحسن البصري، وعطية العوفي، وزيد بن علي بن الحسين.[20]وكان عمران يأتي المدينة المنورة فينزلها، فصاحب أبي جعفر محمد الباقر وأبي عبد الله جعفر الصادق.[21] يحدث عنه: التابعي الأعمش،[6] وسفيان الثوري،[22] وحصين بن مخارق، وطائفة.[23]
- حفيده: محمد بن عمران بن يعقوب البارقي (نحو 65 هـ - 145 هـ): من كبار رجالات الشيعة، نزل المدينة المنورة، وصاحب الباقر وابنه جعفر الصادق، وحدث عنهما.[24] وروى الكشي من طريق علي بن إسماعيل بن زيد، قال: «شهدنا محمد بن عمران البارقي في منزل علي بن أبي حمزة وعنده أبو بصير الأسدي، قال محمد بن عمران: سمعت أبا عبد الله يقول: منا ثمانية محدثون، سابعهم قائمهم، فقام أبو بصير بن أبي القاسم فقبل رأسه. وقال (عمران): سمعت من أبي جعفر منذ أربعين سنة. فقال له أبو بصير: سمعت من أبي جعفر وإني كنت خماسيا سامعا بهذا. قال: اسكت يا صبي».[25] يحدث عنه: أبو بصير الأسدي، وعلي بن إسماعيل.
- حفيده: جعفر بن عمران البارقي (نحو 70 هـ - 155 هـ): تابعي صغير، وثقة ابن حبان.[26] يروي عن أنس بن مالك،[27] والحسن البصري،[28] ويزيد بن أبان الرقاشي، وحماد بن أبي سليمان، وعلي بن زيد بن جدعان.[29] ويحدث عنه سفيان الثوري،[30] وعبد الله بن المبارك، وابن كثير المكي، وعباءة بن كليب، وموسى بن إسماعيل التبوذكي. قال أبو محمد ابن أبي حاتم هو أسدي،[29] أي بفتح الهمزة وتسكين السين وهي لغة أزدي، وضبطه أستاذه محمد بن أيوب الرازي جعفر بن عمران الأزدي كما هو مشهور.[31]